# La Pilule qui rend sage
La Pilule qui rend sage (France) ou Le Croqueur de pilules (Québec) (Brother's Little Helper) est le 2e épisode de la saison 11 de la série télévisée d'animation Les Simpson.

## Synopsis
Bart est un élève indiscipliné, faisant de nombreuses bêtises avec son acolyte de toujours, Milhouse. Le problème, c'est que Bart a une nouvelle fois dépassé les limites et le proviseur Skinner décide de proposer une solution aux parents de Bart : la voie médicamenteuse.
Marge est sceptique quant à l'efficacité de cette solution et craint également des problèmes de santé futurs ; le laboratoire détenant le brevet d'exploitation leur garantit une efficacité totale.
Malgré le succès de cette pilule, le médicament a un effet secondaire sur Bart, le rendant suspicieux : il croit en effet que les Américains sont victimes d'un complot perpétré par la fédération nationale de baseball. Homer, Marge et même Lisa croient que Bart est victime de folie ou d'un effet secondaire non connu du médicament. Non écouté, Bart devient de plus en plus dangereux, jusqu'à se procurer un char militaire avec lequel il se balade dans la ville. Il se dirige vers l'école primaire où il est scolarisé, laissant croire au téléspectateur que Bart va démolir l'école de Springfield. Mais il va au contraire diriger le canon du char vers le ciel et tirer un coup de canon, faisant tomber un satellite espion de la fédération de baseball : Bart avait donc raison. Avant que la fédération ne s'explique, Mark McGwire frappe des home run, détournant l'attention des habitants de Springfield de cette sombre histoire.
Le traitement de Bart n'est plus d'actualité, sa mère considérant qu'il est guéri.